# جربیل دم‌کلفت
جربیل دم‌کلفت (نام علمی: Pachyuromys duprasi) نام یک سرده از تیره موشان است.